# Anđelko
Anđelko est un prénom masculin slaves surtout présent dans la région serbo-croate-bosniaque et pouvant désigner :

## Prénom
- Anđelko Aleksić (en) (1876-1904), commandant serbo-macédonien
- Anđelko Andrejević (de) (né en 1992), joueur professionnel de poker serbe
- Anđelko Ćuk (en) (né en 1983), joueur croate de volley-ball
- Anđelko Đuričić (né en 1980), joueur serbe de football
- Anđelko Klobučar (1931-2016), compositeur et organiste croate
- Anđelko Habazin (en) (1924-1978), philosophe croate
- Anđelko Herjavec (hr) (1958-2001), homme d'affaires croate
- Anđelko Igrec (hr) (né en 1968), chef d'orchestre et organiste croate
- Anđelko Jovanović (en) (né en 1999), joueur monténégrin de football
- Anđelko Karaferić (1944-2013), musicien et universitaire serbe
- Anđelko Kos (de) (né en 1969), enfant acteur yougoslave
- Anđelko Kružičević (hr) (1941-2013), architecte et photographe croate
- Anđelko Kvesić (en) (né en 1969), joueur bosniaque de football
- Anđelko Marušić (en) (1911-1981), joueur yougoslave de football
- Anđelko Milardović (en) (né en 1956), sociologue et commentateur politique croate
- Anđelko Nuić (hr) (1908-1945), franciscain croate de Bosnie-Herzégovine
- Anđelko Rističević (en) (né en 1985), coureur marathonien serbe
- Anđelko Runjić (hr), homme politique croate
- Anđelko Savić (en) (né en 1993), joueur suisse de football
- Anđelko Tešan (en) (né en 1949), joueur bosniaque de football
- Anđelko Vuletić (en) (né en 1933), poète et nouvelliste yougoslave